# Schiltigheim
Schiltigheim là một xã trong tỉnh Bas-Rhin, thuộc vùng Grand Est của nước Pháp, có dân số là 30.841 người (thời điểm 1999). Schiltigheim nằm ngay cạnh Strasbourg.

## Thông tin nhân khẩu
| 1962   | 1968   | 1975   | 1982   | 1990   | 1999   |
| ------ | ------ | ------ | ------ | ------ | ------ |
| 25 081 | 29 198 | 30 144 | 29 574 | 29 155 | 30 841 |

## Nhân vật nổi tiếng
- Ernst Stahl (1848-1919) - nhà thực vật học
- Thomas Voeckler (sinh 1979) - cua rơ xe đạp chuyên nghiệp
- Bruno Spengler (sinh 1983) - vận động viên đua xe